# ISDOC
ISDOC (Information System Document) je standard pro elektronickou fakturaci v ČR, který byl vytvořen sdružením ICT Unie (do ledna 2010 se sdružení jmenovalo Sdružení pro informační společnost). Podporu přislíbila  většina výrobců ekonomických systémů v ČR, státní správa (MF ČR a MV ČR) a také velké firmy jako je SAP a Microsoft.

## K čemu je to dobré?
Dnes je používán k elektronické fakturaci především formát PDF.[zdroj?] Ten umožňuje zobrazit fakturu tak, jak by vypadala na papíře a lze jej tak snadno i vytisknout. Nevýhodou formátu je, že není vhodný pro automatizovaný import do ekonomických systémů.
Pro import jsou vhodné tzv. strukturované formáty, jejichž nejstarším představitelem je systém UN EDIFACT, který bývá označován i pouze jako EDI. Ten používají většinou velcí výstavci či příjemci elektronických faktur, kteří posílají své doklady komerčním poskytovatelům EDI komunikace. Tyto firmy přidávají do celého řetězce nějakou přidanou hodnotu, typicky dokumenty konvertují (pokud je třeba), podepisují, archivují atd a samozřejmě také posílají cílovému příjemci. Již z tohoto krátkého nástinu je vidět, že tato služba potřebuje ke svému provozu další infrastrukturu, a tedy musí být z ekonomického principu zpoplatněná.
Proto vznikl formát ISDOC (Information System Document), který je určen pro posílání daňových dokladů i mezi menšími firmami či živnostníky, ale nevylučuje ani použití mezi velkými firmami či orgány veřejné správy. Má tu výhodu, že dovoluje používat elektronickou fakturaci bez jakýchkoliv dalších nákladů. ISDOC má ve své specifikaci v souladu se zákonem o DPH i elektronický podpis, který pokud je vystaven některou z kvalifikovaných certifikačních autorit, tak výsledek splňuje náležitosti daňového dokladu v elektronické podobě. Pro příjemce má takový doklad tu výhodu, že dovoluje snadno ověřit vystavitele faktury. Elektronickou fakturu pak lze snadno odeslat e-mailem, vystavit klientovi ke stažení na Internetu, předat někomu na paměťovém médiu či poslat systémem datových schránek.

## Jak vypadá formát ISDOC?
Formát ISDOC vychází ze standardu UBL a doplňuje jej o česká specifika (např. daňový zálohový list ). Celkem ISDOC nabízí kromě běžné daňové faktury vydané/přijaté dalších 5 typů dokladů, nevýhodou však je, že chybějí navazující doklady (např. objednávka či výdejka).
Technicky se jedná o formát XML podepsaný elektronickým podpisem dle standardu XML Signature. Typicky má příponu isdoc, ale existuje i varianta isdocx, která navíc umožňuje přibalit i přílohy. Ve druhém případě se jedná o komprimovaný soubor (ZIP), ve kterém je zabalen soubor isdoc společně s libovolnými dalšími dokumenty. Formát má tedy podobnou konstrukci jako formáty OpenDocument a Office Open XML – z toho důvodu však nelze provést hromadný přenos faktur, ty je nutné posílat po jedné.

## Systémy podporující e-fakturu ISDOC
Podpora většiny systémů byla ohlášena na konec roku 2009, dnes by formát měly být schopny využívat téměř všechny účetní programy v České republice
.